# 津比采的米科瓦伊
津比采的米科瓦伊（波蘭語：Mikołaj ziębicki，約1325年—1358年4月23日），津比采公爵，波爾科二世的獨子，1341年至1358年在位。

## 家庭
1343年，米科瓦伊與阿格尼絲（Agnes）結婚，兩人共有2子1女：
1. 盧德米拉（約1344年—1372年）
2. 波爾科（約1348年—1410年），津比采公爵
3. 亨里克（約1350年—1366年），早逝